# ورخنیایا سالایفکا
ورخنیایا سالایفکا (انگلیسی: Verkhnyaya Salayevka) یک شهرک در شهرستان تاتیشلینسکی استان باشقیرستان کشور روسیه است.